# قرقاول نقره‌ای
قرقاول نقره‌ای (نام علمی: Lophura nycthemera) نام یک گونه از زیرخانواده قرقاولیان است.